# Fosse digastrique
La fosse (ou fossette) digastrique est une zone ovalaire sur la face interne du bord inférieur du corps de la mandibule, latéralement près de la ligne médiane. C'est un point d'insertion du ventre antérieur du muscle digastrique.